# Blue Jay Way
Pour les articles homonymes, voir Jay.
Pistes de Magical Mystery Tour
Flying Your Mother Should Know
Blue Jay Way est une chanson des Beatles, parue pour la première fois sur l'album Magical Mystery Tour en 1967. La chanson a été écrite par George Harrison.

## Genèse de la chanson
Le titre de la chanson vient du nom d'une rue d'Hollywood, surplombant le Sunset Boulevard, d'où on a une vue panoramique d'Hollywood et du Bassin de Los Angeles. On y accède par un chemin compliqué, d'autant plus difficile à trouver dans la nuit et le brouillard. C'est ce qui crée la toile de fond des premiers vers de la chanson : There's a fog upon L.A. / And my friends have lost their way (Il y a du brouillard sur Los Angeles, et mes amis se sont perdus)
George Harrison raconte : « Derek Taylor avait eu un empêchement. Il a téléphoné pour dire qu'il serait en retard. Je lui ai dit au téléphone que la maison était à Blue Jay Way. Et il a dit qu'il réussirait à trouver… il pourrait toujours demander à un flic. Alors j'ai attendu encore et encore. J'étais vraiment crevé à cause de l'avion, mais je ne voulais pas aller me coucher avant qu'il arrive. Il y avait du brouillard et il se faisait de plus en plus tard. Pour me tenir éveillé, juste comme une blague pour passer le temps pendant que j'attendais, j'ai écrit une chanson, qui parlait de l'attendre à Blue Jay Way. Il y avait un petit orgue Hammond dans un coin de cette maison, que je n'avais pas remarqué jusqu'alors… j'ai bricolé un peu dessus, et la chanson est venue. »

## Enregistrement
La chanson a été enregistrée le 6 septembre 1967, puis retravaillée avec des overdubs. L'enregistrement utilise des effets de flanger et de décalage audio. Les mixages mono et stéréo sont légèrement différents.

## Tournage
Le téléfilm musical Magical Mystery Tour comprend le mix mono, et la séquence pour Blue Jay Way a été filmée le dernier jour du tournage, le 3 novembre, dans les jardins de Ringo Starr à Weybridge dans le comté de Surrey. Certaines scènes du clip sont tournées le 20 septembre à l'ancienne base aérienne de la Royal Air Force West Malling (en) à Maidstone dans le Kent. À la fin de la chanson, George était censé être heurté par le bus du Magical Mystery Tour, mais cette fin n'a jamais été tournée.[réf. nécessaire]

## Parution
La chanson parait seule sur la face D du double EP sorti au Royaume Uni le 8 décembre 1967. En Amérique du Nord, 27 novembre, elle est placée sur la face 1 du 33 tours, à la quatrième position. Ce disque fait maintenant partie des albums officiels des Beatles.
Sur l'album Love, sorti le 20 novembre 2006, la chanson Blue Jay Way a été utilisée comme transition entre Something et Being for the Benefit of Mr. Kite!, en partie mixée avec Nowhere Man, Revolution 9 et la finale de Hey Bulldog.

## Personnel
- George Harrison - chant, chœurs, orgue Hammond
- Paul McCartney - guitare basse, chœurs
- Ringo Starr - batterie, tambourin
- John Lennon - chœurs[1]
- Peter Willison - violoncelle[3]

## Reprises
- Colin Newman dans son album Not To, en 1982
- Borbetomagus dans leur album Buncha Hair That Long, en 1990
- Dan Bern dans leur album Smartie Mine, en 1998.
- Rodney Graham dans leur album What Is Happy, Baby?, en 2000.
- Beatlejazz dans leur album Another Bite of the Apple, en 2001.
- Siouxsie and the Banshees dans leur album live Seven Year Itch, en 2003.
- Tracy Bonham sur son In The City + In The Woods, en 2006.
- The Secret Machines dans le film Across the Universe, datant de 2007.